# Hossein Rajabian

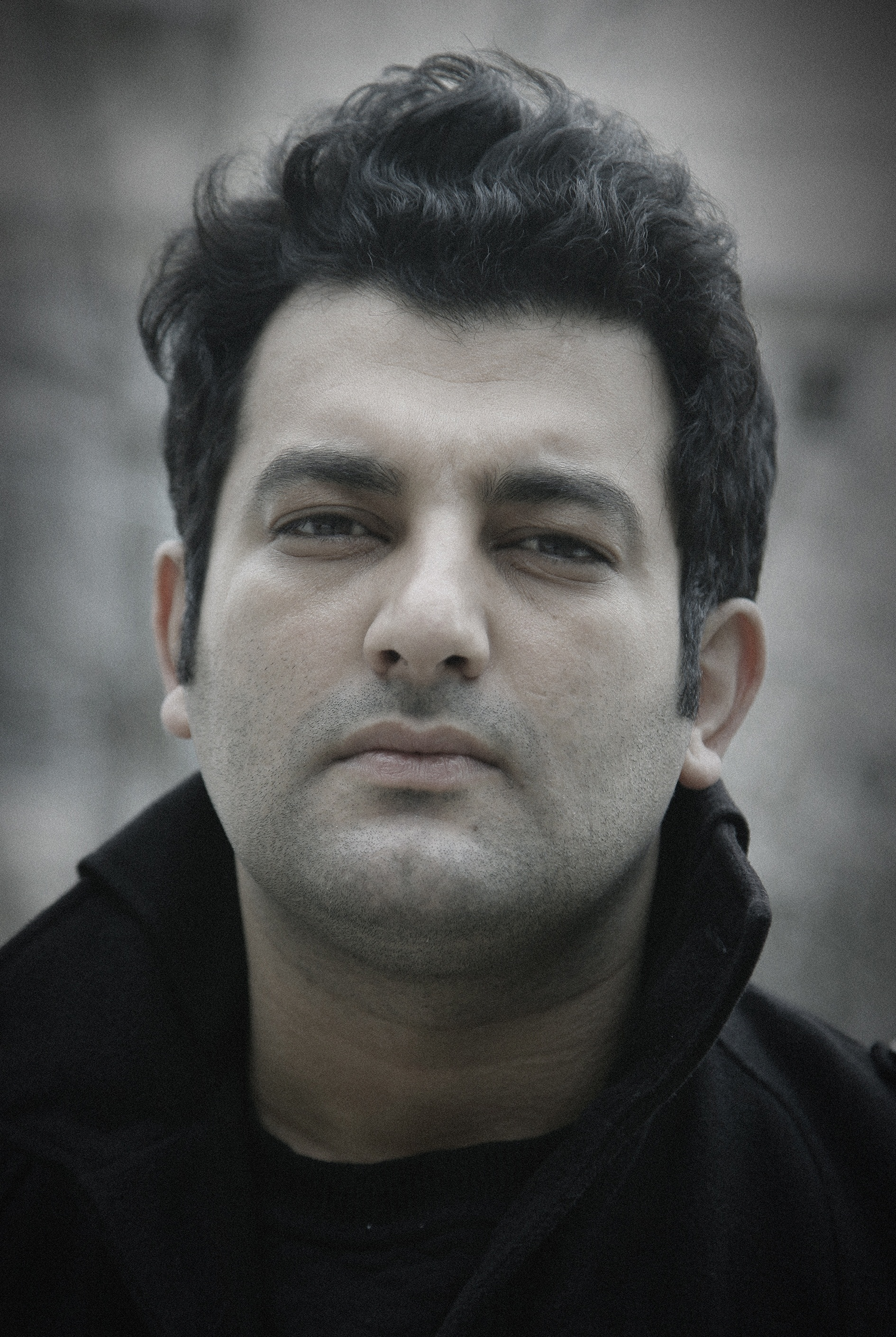
Hossein Rajabian, 2016

Hossein Rajabian (persisch: حسین رجبیان, geboren 5. Juli 1984) ist ein iranischer Filmemacher, Autor und Fotograf.

## Künstlerische Aktivitäten
Hossein Rajabian begann seine künstlerische Karriere in einer Theaterschule. Er gab sein Debüt mit Kurz- und Dokumentarfilmen und produzierte unter anderem Feature-Filme, verfasste eine Reihe von Drehbüchern für Spielfilme, Essays über Kino sowie Theaterstücke und führte künstlerische Fotografieprojekte und Filmworkshops. An der Fakultät für Kunst und Architektur in Teheran studierte er dramatische Literatur, konnte aber er sein Studium dort nicht beenden. Später erhielt er die Zulassung zum Studium der Theater- und Medienwissenschaften an der Universität Wien. Er wurde durch Sicherheitskräfte festgenommen, sein Pass wurde beschlagnahmt und ihm wurde das Studium im Iran und im Ausland verwehrt. "Menschen aus abgelegenen Gebieten" ist der Name eines Schwarzweiß-Fotografie Projektes des iranischen Fotografen Hossein Rajabian.

## Festnahme und Gerichtsverfahren
Hossein Rajabian wurde am 5. Oktober 2013 in seinem Büro in Sari zusammen mit zwei Musikern von iranischen Sicherheitskräften nach seinem ersten Spielfilm festgenommen und in den Trakt 2-A des Evin-Gefängnisses gebracht, wo sie mehr als zwei Monate in Einzelhaft gehalten wurden. Rajabian und seine Kollegen sollten dazu gezwungen werden, eine Beichte im öffentlichen Fernsehen abzulegen, was alle drei verweigerten. Er wurde gegen eine Kaution von rund 66.000 US-Dollar Mitte Dezember freigelassen. Zwei Jahre später, im Sommer 2015, gelangte sein Fall an die 28. Niederlassung des Teheraner Revolutionsgerichts, das durch Richter Moghisseh geleitet wurde. Rajabian wurde wegen verbotener Kunsttätigkeit, Beleidigung religiöser Heiligkeiten und Werbung gegen das Regime zu einer sechsjährigen Haftstrafe sowie einer Geldstrafe verurteilt. Das Urteil wurde bei der Berufung an der 54. Niederlassung des Islamischen Revolutionsgerichts zu drei Jahren Haftstrafe und drei Jahren Haftstrafe mit Bewährung geändert.

## Gefängnis und Hungerstreik
Hossein Rajabian wurde in die Abteilung 7 des Evin-Gefängnisses in Teheran geschickt. Nachdem er ein Drittel seiner gesamten Freiheitsstrafe verbracht hatte (das heißt 11 Monate), ging er in den Hungerstreik, um gegen die ungerechte Verhandlung, den Mangel an medizinischen Einrichtungen und den Transfer seines Bruders in einer anderen Abteilung, das heißt Abteilung 8 des gleichen Gefängnisses zu protestieren. Während des ersten Hungerstreiks, der 14 Tage dauerte, wurde er wegen einer Lungeninfektion ins Krankenhaus eingeliefert und daher konnte er wegen der Einmischung des Vertreters des Staatsanwalts, der als Vermittler geschickt wurde, seinen Hungerstreik nicht fortsetzen. Nach einiger Zeit schickte er einen offenen Brief an die Justizbehörden des Iran und ging wieder zum Streik, der ihm die Unterstützung von internationalen Künstlern brachte. Nach einem 36-tägigen Hungerstreik konnte er die Justizbehörden des Iran überreden, seine Akte zu überprüfen und ihm einen medizinischen Urlaub für Behandlung seiner linken Niere, die unter Infektionen und Blut aus dem Hungerstreik litt, zu geben.

## Internationale Reaktionen
Nach der Gefangenschaft von Hossein Rajabian begannen internationale Politiker offiziell auf dieses Urteil zu reagieren. So gab Ban Ki-moon, Generalsekretär der Vereinten Nationen, eine Sondererklärung über die Menschenrechte in der Welt heraus. Auf der neunten Seite der Jahreserklärung verweist er auf die Bedingungen von Hossein Rajabian in den iranischen Gefängnissen und fordert die iranischen Behörden auf, diesen Filmemacher bedingungslos freizulassen. Es kann auch auf die protestierende Rede von Wilfred Moore, der kanadische liberale Senator verwiesen werden, die gegen die iranischen Behörden und zur Unterstützung von Hossein Rajabian vorgetragen wurde. Danach veröffentlichte Philip Luther, der Leiter von Amnesty International, ein offizielles Video über Hossein Rajabian und bat alle Künstler der Welt, eine weltweite Kampagne zu starten, um ihn zu unterstützen.
Auf der anderen Seite wurde eine Petition von mehr als 12.000 Unterschriften von unterschiedlichen Menschenrechtsaktivisten und Künstlern gesammelt, die die iranischen Behörden ersuchten, den Gerichtsfall von Hossein Rajabian und mehreren anderen Gefangenen zu überprüfen. Als Reaktion auf den kollektiven Hungerstreik von Hossein Rajabian und sieben weiteren politischen und ideologischen Gefangenen des Evin-Gefängnisses, verabschiedete schließlich der Menschenrechtsausschuss der Vereinten Nationen einstimmig eine Resolution gegen die iranische Regierung für die eklatante Verletzung der Menschenrechte. Daraufhin erweiterte der US-Senat die Sanktionen gegen Iran für die Verletzung der Menschenrechte um weitere zehn Jahre. Die Bürger der europäischen Länder initiierten eine unterstützende Kampagne und beim Zeigen die Fotos von Hossein Rajabian, hatten sie einen Sitzstreik vor den iranischen Botschaften in verschiedenen Ländern durchgeführt.

## Veröffentlichung des Filmes als Protest
Hossein Rajabian hat seine Filme als Protest gegen seine Haftstrafe und Beschlagnahme der Materialien seiner ersten Spielfilme (The upside-down triangle), die zur Zensur und nicht Veröffentlichung der oben erwähnten Spielfilme führte, gratis im Internet veröffentlicht.

## Mediale Reaktion auf das Gerichtsurteil
Die Verhaftung und Verurteilung von Rajabian zog eine umfangreiche Berichterstattung in Medien im Iran und in anderen Ländern nach sich. In einem exklusiven Interview äußerte Said Boumedouha, stellvertretender Amnesty International Direktor für den Mittleren Osten und Nordafrika, seine Einwände gegen Rajabians Gerichtsurteil. Daraufhin startete Amnesty International eine weltweite Kampagne und Petition und rief Künstler weltweit dazu auf, die Petition zu unterzeichnen und der Kampagne beizutreten.
Mehr als 20.000 Künstler aus aller Welt, darunter Jared Leto und Ai Weiwei, die auf ihrem Twitter-Account die Nachricht über das Gerichtsurteil veröffentlichten, unterstützten die Kampagne, ebenfalls Institutionen wie PEN International, die Internationale Kampagne für Menschenrechte im Iran, der Europäische Rat für Künstler (ECA), der Europäische Komponisten und Songwriter Verband und Freemuse. unterstützten im Rahmen einer öffentlich Erklärung die Freilassung Hossein Rajabians.
In einem weiteren Schritt verfassten 165 Personen aus Film und Medien im Iran und im Ausland einen Brief an Ali Dschannati, den Minister für Kultur und islamische Führung. Ahmed Shaheed, UN-Sonderberichterstatter für Menschenrechte im Iran, forderte in seinem Jahresbericht die bedingungslose Freilassung von Rajabian und zwei anderen Gefangenen.

## Fotoprojekt – "Menschen aus abgelegenen Gebieten"
Menschen aus abgelegenen Gebieten ist der Name eines Schwarzweiß-Fotografie Projektes des iranischen Fotografen Hossein Rajabian. Die Fotos wurden für eine Wohltätigkeitsauktion gemacht. Dieses Projekt startete von 2006 und dauerte bis zur Verhaftung von Hossein Rajabian im Jahr 2014. Für dieses Projekt wurden analoge und digitale Kameras für einen besseren Ausdruck der Textur der Fotos je nach der vorhandenen Einstellung und Thema verwendet.

### Der Standpunkt der Fotosammlung
"Menschen aus abgelegenen Gebieten" sind die Porträtaufnahmen der Bewohner der abgelegensten Gebiete des Irans, die nicht in großen Städten zu sehen sind. Es wurde vereinbart, dass dieses Fotoprojekt die Porträts von Kindern des Iran abdeckt und es der UNICEF zur Unterstützung iranischer Kinder zur Verfügung gestellt worden. Es wurde jedoch wegen der Verhaftung des Fotografen und die Beschlagnahme von Fotos durch die iranischen Geheimdienste nie durchgeführt.

### Beschlagnahme von Fotos
Eine große Anzahl von fotografischen Negativen und digitalen Aufzeichnungen dieser Fotos wurden von den Intelligenzkräften des Iran beschlagnahmt, und es blieben nur wenige Fotos von geringer Qualität. Die hochwertigen Versionen dieser Fotos wurden niemals an ihren Besitzer und Fotografen zurückgesandt, nachdem sie von der iranischen Geheimdienstbehörde beschlagnahmt worden waren.

### Wiedergewonnenen Versionen von einigen Fotos
- +Co.Gallery
- People in distance in Pinterest